# Pinzgauer Bierkäse
Pinzgauer Bierkäse ist ein magerer Schnittkäse aus dem Pinzgau im Westen des österreichischen Bundeslands Salzburg. Seinen Namen erhält er von der Lagerung in mit Bier getränkten Tüchern.

## Geschichte
Pinzgauer Bierkäse wird seit dem 17. Jahrhundert produziert. Er wurde traditionell aus Magermilch hergestellt, da der Rahm zu Butter verarbeitet wurde. Im Internationalen Abkommen über den Gebrauch der Ursprungsbezeichnungen und Benennungen für Käse 1951 (Konvention von Stresa) wurde der Bierkäse als typische österreichische Käsesorte anerkannt. Er ist im Register der Traditionellen Lebensmittel des österreichischen Bundesministeriums für Land- und Forstwirtschaft, Umwelt und Wasserwirtschaft eingetragen.

## Herstellung
Die Milch für Pinzgauer Bierkäse stammt von Kühen, die von Mai bis September in der Hochgebirgsregion Hohen Tauern auf der Weide stehen. Die Milch stammt von etwa 1200 Bauern aus dem Pinzgau, dem Pongau sowie dem Kaiserwinkl in Tirol. Es wird nur gentechnikfreies Futter verwendet, die Hälfte der Bauern arbeitet nach Bio-Richtlinien.
Zur Herstellung wird die Milch pasteurisiert, entrahmt und mit mesophilen Milchsäurebakterien versetzt. Der Käsebruch wird gewaschen, kaum erwärmt und leicht gepresst. Ein Zusatz von Ziegenmilch ist zulässig, erfolgt aber beim Pinzgauer Bierkäse normalerweise nicht. Die Käselaibe werden sechs Wochen lang in Kellern gereift und regelmäßig mit Rotschmiere behandelt. Der fertige Käse enthält 15 % Fett in der Trockenmasse (8 % Fett absolut) bei einem maximalen Wassergehalt von 55 %. Die Rinde ist glatt und von einer gelben bis rotbraunen Schmiere überzogen. Der grünlichgelbe bis elfenbeinfarbene Teig ist schnittfest und geschmeidig und hat eine maximal erbsengroße Schlitzlochung.
Durch die große Artenvielfalt im Futter der Kühe erhält der Pinzgauer Bierkäse seinen herzhaften, leicht herben bis pikanten Geschmack und seine typische Rotschmierenote. Er wird in Laiben oder Blöcken von 2 bis 5 kg sowie in Stücken oder Scheiben aufgeschnitten vertrieben.
Typische Gerichte, in denen Bierkäse verwendet wird, sind Kasnockn und Kaspressknödel. Er eignet sich auch gut als Beilage zu Bier.